# Cantó de Villeparisis
El cantó de Villeparisis és una divisió administrativa francesa del departament de Sena i Marne, situat al districte de Torcy i al districte de Meaux. Creat amb la reorganització cantonal del 2015.

## Municipis
- Brou-sur-Chantereine
- Courtry
- Le Pin
- Vaires-sur-Marne
- Villeparisis
- Villevaudé